# Mörttjärnen (Malå socken, Lappland, 725140-163571)
Mörttjärnen är en sjö i Malå kommun i Lappland och ingår i Skellefteälvens huvudavrinningsområde. Sjön har en area på 0,0728 kvadratkilometer och ligger 365 meter över havet.

## Delavrinningsområde
Mörttjärnen ingår i det delavrinningsområde (724625-163479) som SMHI kallar för Ovan Adakbäcken. Medelhöjden är 405 meter över havet och ytan är 69,1 kvadratkilometer. Det finns inga avrinningsområden uppströms utan avrinningsområdet är högsta punkten. Skäppträskån som avvattnar avrinningsområdet har biflödesordning 3, vilket innebär att vattnet flödar genom totalt 3 vattendrag innan det når havet efter 159 kilometer. Avrinningsområdet består mestadels av skog (61 procent) och sankmarker (34 procent). Avrinningsområdet har 0,52 kvadratkilometer vattenytor vilket ger det en sjöprocent på 0,8 procent.